# UEFA Best Player in Europe 2012
De UEFA Best Player in Europe werd in 2012 voor de tweede keer door de UEFA georganiseerd. De prijsuitreiking vond plaats op 30 augustus 2012 in Monaco tijdens de loting voor de groepsfase van de Champions League. Uit een shortlist van drie spelers werd door journalisten aangesloten bij het ESM de Spanjaard Andrés Iniesta verkozen tot winnaar. Zijn ploeggenoot en laureaat van 2011, Lionel Messi, werd gedeeld tweede met Cristiano Ronaldo. Iniesta speelde in het seizoen 2011/12 27 competitiewedstrijden voor FC Barcelona en won met zijn club de Supercoppa, Europese Supercup, wereldbeker en Copa del Rey. Daarnaast werd hij met Spanje in de zomer van 2012 Europees kampioen. Na afloop werd de middenvelder uitgeroepen tot de beste speler van het toernooi.

## Klassement

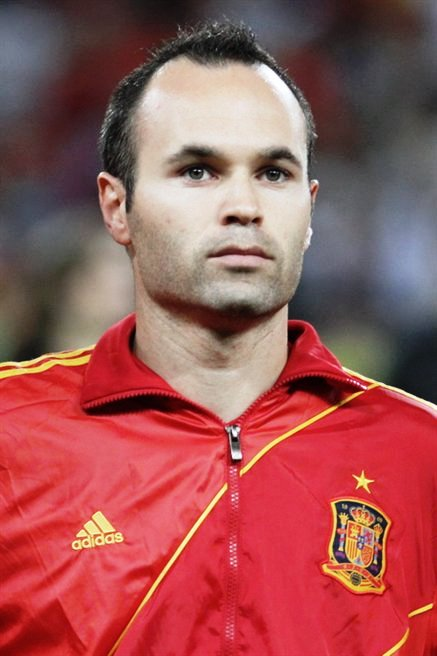
In 2012 werd Andrés Iniesta onder meer Europees kampioen met Spanje en bekerwinnaar met FC Barcelona.

| # | Speler            | Club         | Stemmen |
| - | ----------------- | ------------ | ------- |
| 1 | Andrés Iniesta    | FC Barcelona | 79      |
| 2 | Lionel Messi      | FC Barcelona | 17      |
| " | Cristiano Ronaldo | Real Madrid  | 17      |

| #  | Speler         | Club            | Stemmen |
| -- | -------------- | --------------- | ------- |
| 4  | Andrea Pirlo   | Juventus        | 90      |
| 5  | Xavi           | FC Barcelona    | 57      |
| 6  | Iker Casillas  | Real Madrid     | 53      |
| 7  | Didier Drogba  | Chelsea         | 31      |
| 8  | Petr Čech      | Chelsea         | 14      |
| "  | Radamel Falcao | Atlético Madrid | 14      |
| 10 | Mesut Özil     | Real Madrid     | 10      |

2011 ·
2012 ·
2013 ·
2014